# Antoine de Longueil
 Antoine de Longueil (mort le 25 août 1500 à Maisons-Laffitte) est un ecclésiastique qui fut évêque de Léon de 1484 à 1500 et ambassadeur du duché de Bretagne et du royaume de France et aumônier de la reine Anne de Bretagne.

## Biographie
Antoine de Longueil, d'origine normande, est le fils de Jean III de Longueil, seigneur de Varangeuille, Offranville, Maisons, la Ravière et le Rancher,  président du Parlement de Paris et de Marie de Morvilliers. Il est également le petit-neveu du cardinal Richard Olivier de Longueil. Chanoine des chapitres de Paris et de Beauvais, il est nommé évêque de Léon le 12 mai 1484 et prête serment le 15 juillet suivant. Le duc François II de Bretagne le charge en 1485 de négocier un rapprochement avec l'archiduc Maximilien d'Autriche et le roi Richard III d'Angleterre.  Après le mariage de la duchesse Anne de Bretagne avec le roi Charles VIII de France, il est ambassadeur aux Pays-Bas bourguignons. Après la mort de Charles VIII, il négocie les clauses avantageuses du remariage d'Anne avec le nouveau roi Louis XII de France et la reine en fait son aumônier et son chancelier. Il effectue encore de nombreuses missions diplomatiques en Espagne, dans les États de Savoie, en Angleterre et dans Pays-Bas et meurt à Maisons-sur-Seine le 25 aout 1500 et il est inhumé dans l'église des Cordeliers de Paris.
D'une liaison avec une bourgeoise de Malines, lors de son ambassade aux Pays-Bas bourguignons, il laisse un fils, l'humaniste Christophe de Longueil.